# Пйоде
Пйоде (італ. Piode, п'єм. Piòvi) — муніципалітет в Італії, у регіоні П'ємонт, провінція Верчеллі.
Пйоде розташоване на відстані близько 560 км на північний захід від Рима, 85 км на північ від Турина, 60 км на північний захід від Верчеллі.

Населення — 206 осіб (2014).

## Демографія
Населення за роками:

Станом на 1 січня 2023 року в муніципалітеті офіційно проживало 5 іноземців з 3 країн, серед них 2 громадяни України.

## Сусідні муніципалітети
- Кампертоньо
- Петтіненго
- Піла
- Расса
- Скопелло